# Ali Ibrahimaj
Ali Ibrahimaj (* 18. August 1991 in Rüsselsheim) ist ein deutsch-albanischer Fußballspieler. Er kommt auf der offensiven Außenbahn sowie im offensiven Mittelfeld zum Einsatz.

## Karriere
Ibrahimaj begann seine Fußballerkarriere in der siebtklassigen Gruppenliga Darmstadt bei Rot-Weiß Walldorf. Nach einigen Jahren bei diversen Vereinen in der fünftklassigen Hessenliga wechselte Ibrahimaj zur Saison 2014/15 zu den Sportfreunden Siegen in die viertklassige Regionalliga West. Zur Folgesaison schloss er sich dem SV Waldhof Mannheim an, für den er in insgesamt 61 Liga-Partien zum Einsatz kam und sechs Tore erzielen konnte. Der Zweitligist SV Sandhausen wurde auf den Offensivspieler aufmerksam und verpflichtete Ibrahimaj. Am 23. Oktober 2017 gab er in der Startelf sein Profidebüt beim 1:1 Sandhausens beim FC St. Pauli. Anschließend kam er jedoch nur noch auf fünf Einsätze als Einwechselspieler, sodass man sich in der Sommerpause 2018 auf eine Vertragsauflösung einigte.
Der KFC Uerdingen 05, Aufsteiger in die 3. Liga, gab die Verpflichtung des Spielers bekannt. Der Vertrag lief über drei Jahre. Gleich in seinem zweiten Pflichtspiel konnte er mit dem Führungstreffer bei den Würzburger Kickers (0:2) sein erstes Pflichtspieltor für die Krefelder erzielen, eine Woche später gelang ihm bei 1860 München als Einwechselspieler das Siegtor beim 0:1-Auswärtssieg. Im Januar 2021 wechselte Ibrahimaj zum FC Gießen in die Regionalliga.
Seit September 2021 spielte er beim deutschen Meister von 1949, dem VfR Mannheim, der in der Verbandsliga Baden beheimatet war. Ab September 2024 fungiert er als Sportvorstand des Vereins.
Ibrahimaj betreibt eine Sourcing-Agentur (für Halbleiter bis zur medizinischen Schutzausrüstung) in Mannheim. Er ist verheiratet und hat zwei Kinder. Ibrahimaj ist COO bei dem Unternehmen SI Trading.

## Erfolge
- Meister der Regionalliga Südwest 2015/16 mit dem SV Waldhof Mannheim
- Vize-Meister der Regionalliga Südwest 2016/17 mit dem SV Waldhof Mannheim